# Ratusz w Reichenbach im Vogtland
Ratusz w Reichenbach im Vogtland (niem. Rathaus in Reichenbach im Vogtland) – budynek ratusza i siedziby władz powiatowych, zlokalizowany w północnej pierzei rynku (niem. Markt) w Reichenbach in Vogtland (Saksonia, Niemcy), pomiędzy Marktstraße i Rathausstraße.

## Historia
Obiekt wybudowano w latach 1837-1839 w stylu neorenesansowym. Mieściły się w nim: waga miejska, jatki mięsne, straż pożarna i do 1886 karczma. Od 1850 do 1898 funkcjonowała w budynku kasa oszczędnościowa (niem. Sparkasse). Główna sala była do 1865 centralnym miejscem miejskich obchodów i uroczystości. 
Po wyborach do Reichstagu 5 marca 1933 SA i SS zajęły budynek 8 marca, wywieszając flagi ze swastyką oraz czarno-biało-czerwone flagi cesarskie. W okresie nazistowskim w ratuszu, w którym mieściła się siedziba policji, przetrzymywano i brutalnie szykanowano lokalnych Żydów. Ratusz został zbombardowany 21 marca 1945. Po zakończeniu II wojny światowej więziono tu około 120 młodych mężczyzn w wieku 15-16 lat, których lokalne władze przekazały sowieckim służbom bezpieczeństwa. Osoby te były tu brutalnie przesłuchiwane, a następnie kierowane do więzień w Plauen, Zwickau, sowieckich obozów specjalnych w Mühlbergu, a potem w głąb ZSRR. 
Do 1954 mieściły się tu władze miejskie, a do 1992 - powiatowe. Po gruntownym remoncie w 2001 w budynku mają ponownie siedzibę władze powiatowe (Große Kreisstadt Reichenbach im Vogtland).